# Magnus Beck
Magnus Beck (Frederikshavn, 8 dicembre 1889 – Copenaghen, 4 ottobre 1940) è stato un calciatore danese, di ruolo attaccante.

## Carriera

### Nazionale
Venne convocato nella Nazionale danese che si classificò al secondo posto ai Giochi olimpici del 1908, senza tuttavia disputare alcun incontro durante la competizione.